# 鬱小説
鬱小説（うつしょうせつ）とは、後味の悪い読み物を指す小説の一ジャンル。
多くは悲劇の筋立てが用いられ読後に持続する憂鬱な気分やトラウマ的な嫌悪感を残すことによって主題が強く印象付けられる小説になっている。
ディストピアを舞台にした小説も多くは鬱小説に分類される。

## 主な鬱小説

### 日本国内
- 『こゝろ』（1914年、夏目漱石）
- 『地獄変』（1918年、芥川龍之介）
- 『オーデュボンの祈り』（2000年、伊坂幸太郎）
- 『嫌われ松子の一生』（2003年、山田宗樹）
- 『彼女は頭が悪いから』（2018年、姫野カオルコ）

### 海外
- 『オイディプス王』（紀元前427年頃、ソポクレス）
- 『ノートルダム・ド・パリ』（1831年、ヴィクトル・ユーゴー）
- 『阿Q正伝』（1921年 - 1922年、魯迅）
- 『1984年』 原題: Nineteen Eighty-Four（1949年、ジョージ・オーウェル ）
- 『冷たい方程式』 原題: The Cold Equations （1954年、トム・ゴドウィン）